# Oude Wetering (Utrecht)
De Oude Wetering is een afwateringskanaal in de provincie Utrecht, gelegen op de grens van de Polder Reijerscop aan de noordzijde en de Polder Mastwijk en Achthoven aan de zuidzijde. De polder Reijerscop ligt ten zuiden van de woonplaatsen De Meern en Harmelen. De polder Mastwijk en Achthoven ligt ten noorden van en grenst onmiddellijk aan de buurtschappen Mastwijk en Achthoven; deze buurtschappen liggen aan de Hollandse IJssel en in de woonplaats Montfoort.
De Oude Wetering brengt het overtollige polderwater via de Bijleveldse Vliet naar de Leidse Rijn. De loop van de Oude Wetering is een vrijwel volmaakte kopie van de loop van de Reijerscopse Wetering in de buurtschap Reijerscop. De afstand tussen deze beide weteringen is overal 1,25 km, de middeleeuwse standaard-diepte van de percelen.